# Gorch Fock (veliero 1958)
La Gorch Fock è la nave scuola della Marina militare tedesca.
È de facto una replica della prima Gorch Fock (da cui riprende anche il nome), costruita nel 1933 e ceduta come "riparazione di guerra" all'Unione Sovietica. Le navi sono state battezzate con questo nome in onore dello scrittore tedesco Johann Kinau, che si firmava con lo pseudonimo Gorch Fock e morì nella battaglia dello Jutland nel 1916.
La nave è stata costruita nel 1958 e da allora ha compiuto 146 viaggi, compreso un giro del mondo nel 1988, durato 336 giorni. Il viaggio di addestramento più lungo fu quello del 1996 - 1997 da Kiel a Bangkok e ritorno, durato 343 giorni.
Talvolta viene chiamata ufficiosamente Gorch Fock II per distinguerla dalla nave gemella.
Dal 1958 al 2012 sono stati addestrati a bordo della nave più di 14.500 cadetti.

## Incidenti
Negli ultimi 50 anni si sono verificati sei incidenti mortali a bordo della nave, la maggior parte dovuti a cadute dagli alberi durante le manovre delle vele; i più recenti hanno avuto luogo nel settembre 2008, quando una giovane cadetta di 18 anni, durante il servizio di guardia notturna, cadde in mare affogando, e nel novembre 2010 quando un sottufficiale donna di 25 anni cadde da un'altezza di 25 metri durante la manovra delle vele; tali funesti eventi hanno avuto ricadute a livello politico con inchieste e ispezioni in merito alla sicurezza a bordo e nella Bundeswehr in generale.

## Manutenzione
Il 19 Novembre 2021, dopo circa 6 anni in cantiere e 135 Milioni di euro spesi in ammodernamento e manutenzione, la nave riprende servizio.